# Ilmandu
Ilmandu (tyska: Ilmandes) är en by (estniska: küla) i Harku kommun i landskapet Harjumaa i norra Estland. Byn ligger vid bukten Kakumäe laht i Finska viken, på en höjd som utgör en del av Baltiska klinten.
I kyrkligt hänseende hör byn till Rannamõisa församling inom den Estniska evangelisk-lutherska kyrkan.

## Galleri

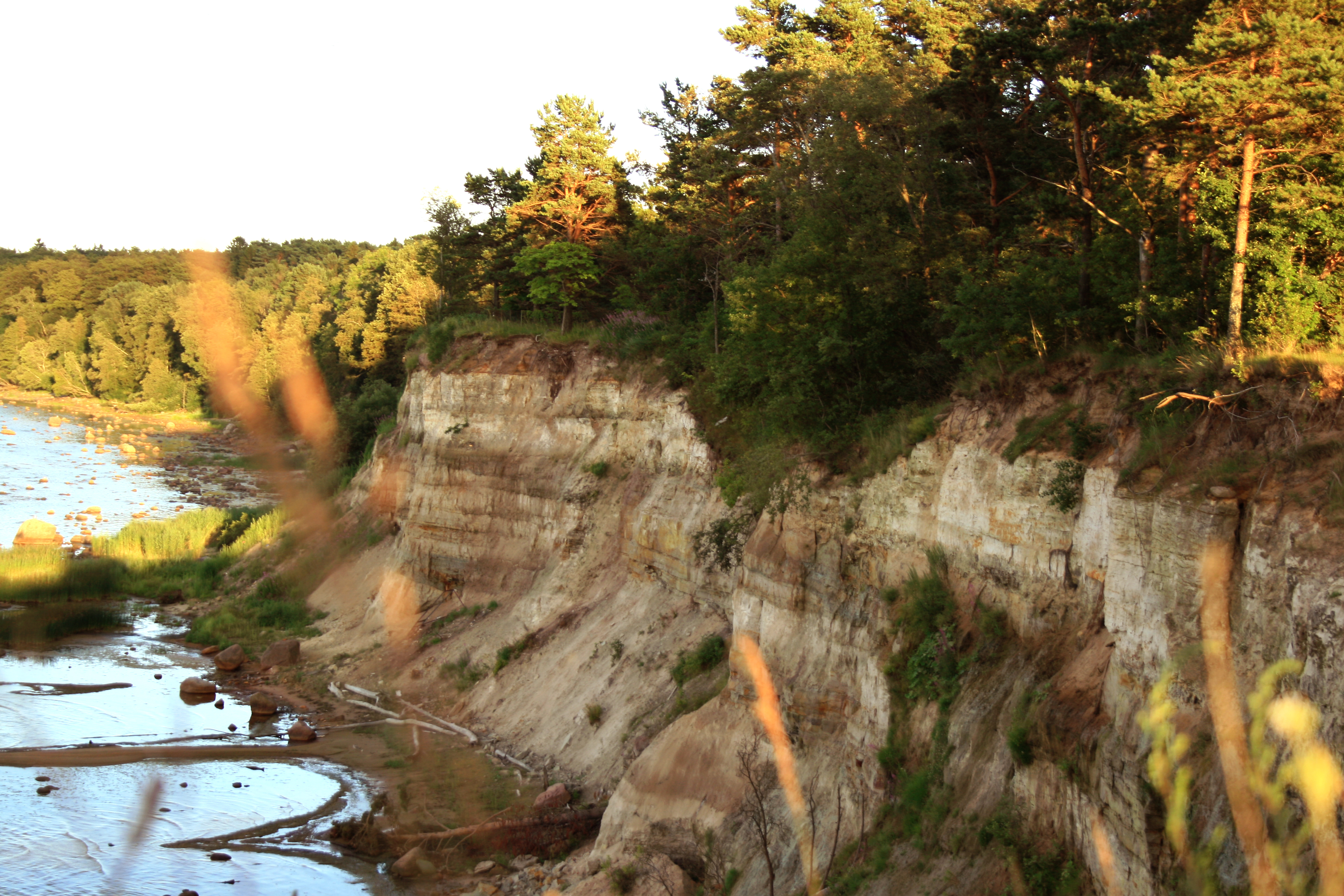
Baltiska klinten i Ilmandu.
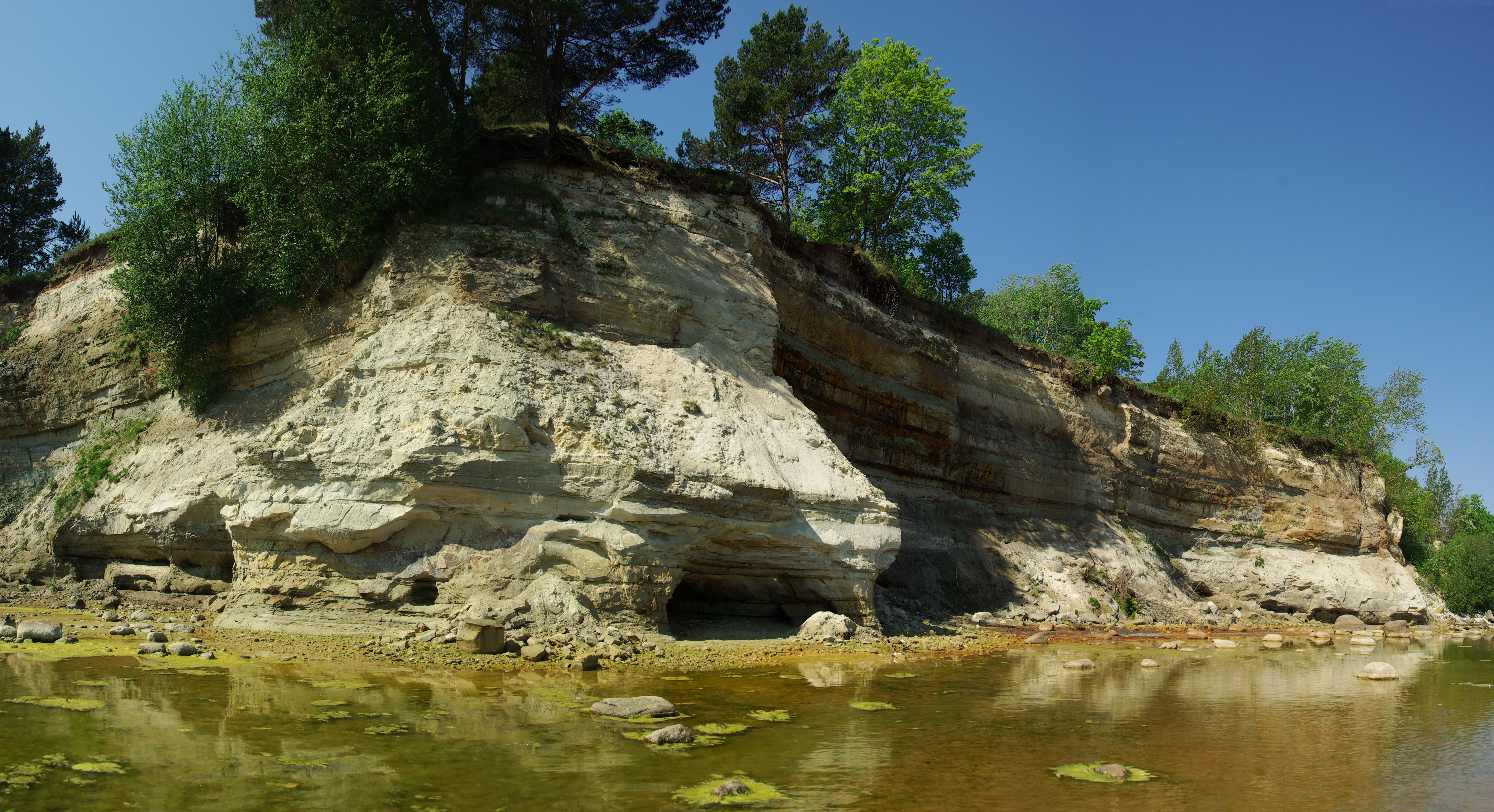
Tilgu grotta.
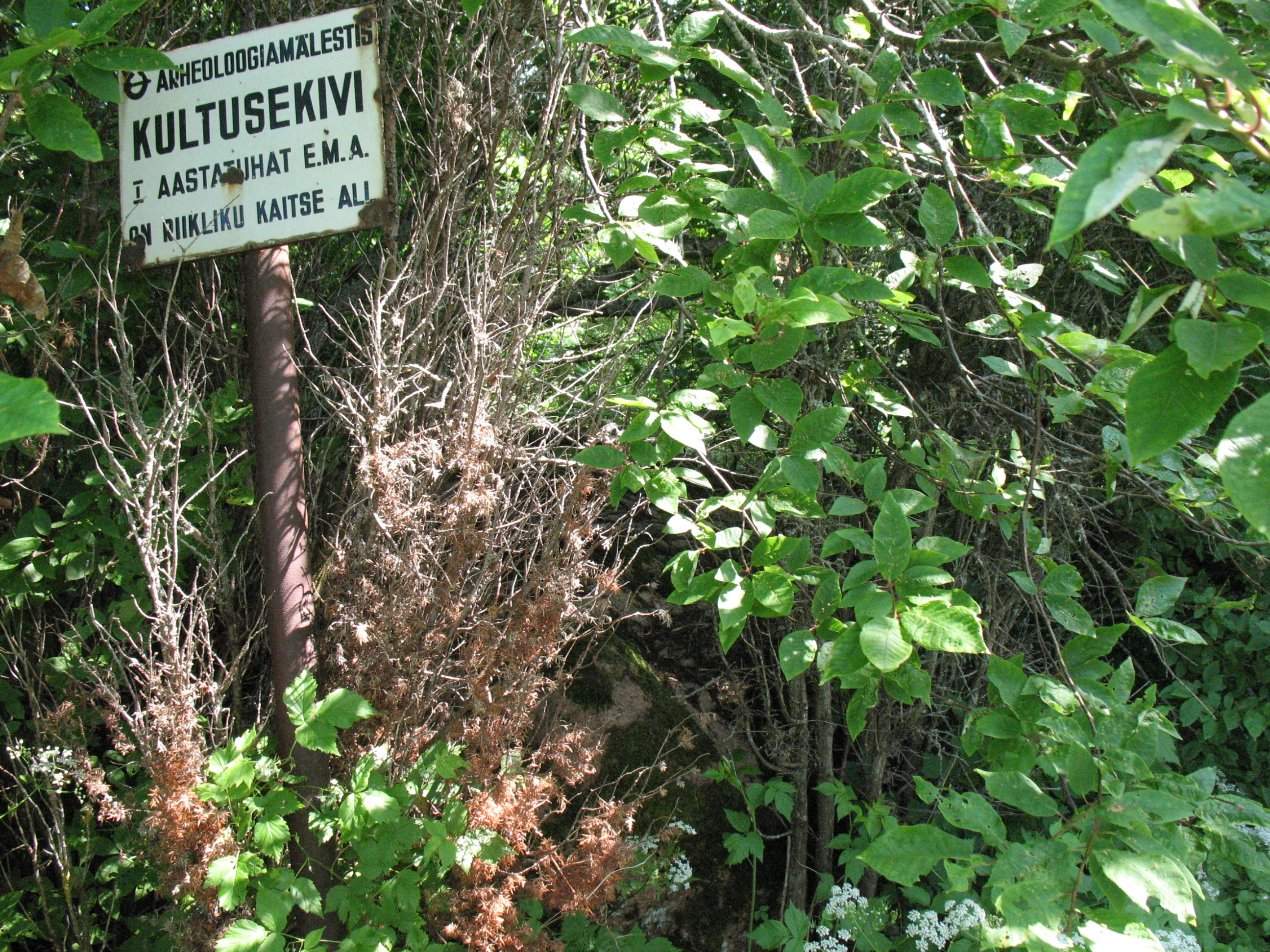
Liukivi offersten.